# Joan van Paffenrode

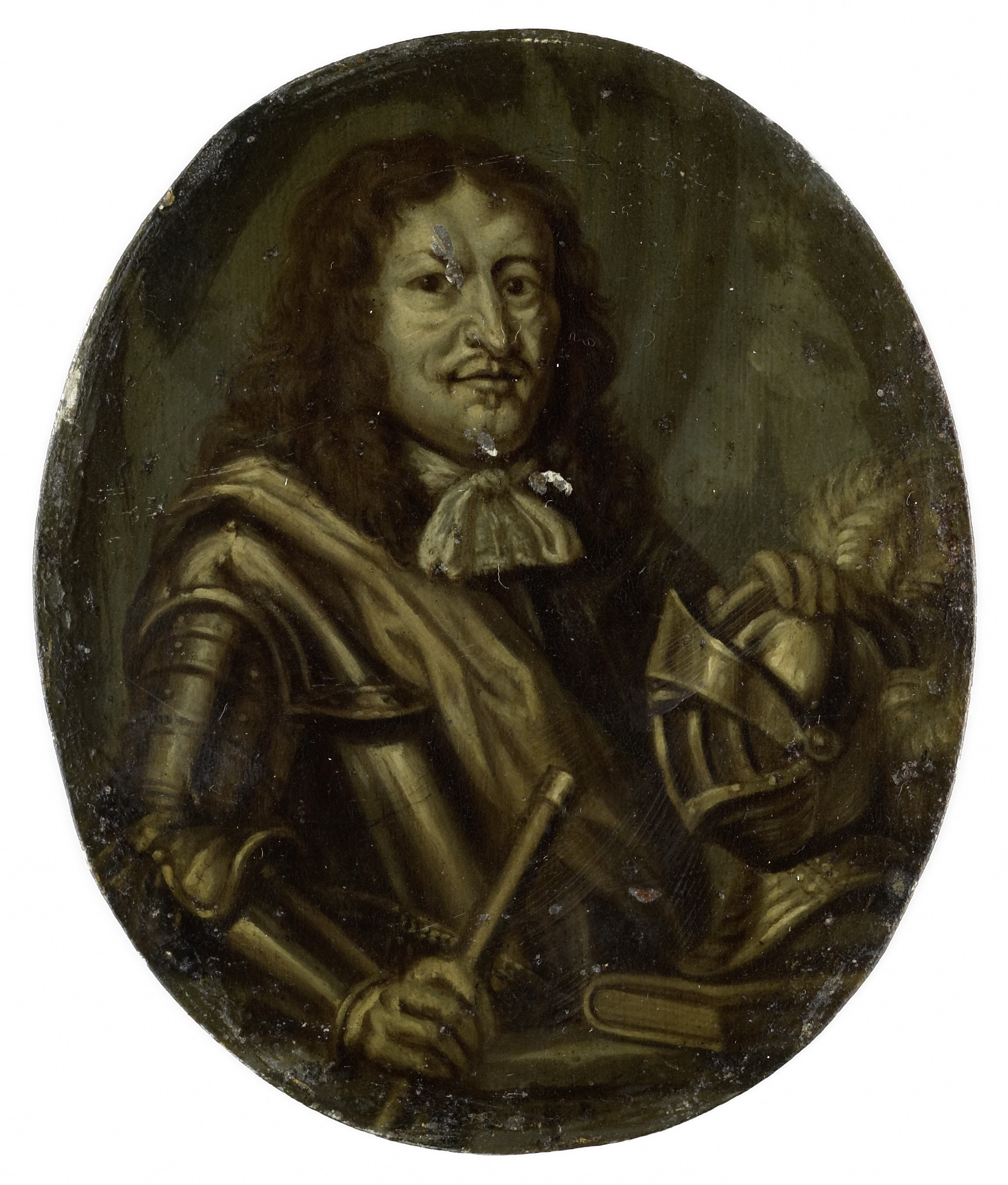
Portret, gemaakt circa 1700-1732.

Joan van Paffenrode (Gorinchem, 1618 - Maastricht, 24 juni 1673) was een jonker en bekende en veelgelezen toneeldichter die in 1673 als luitenant-kolonel van het Regiment Prins Maurits sneuvelde bij het Beleg van Maastricht. Hij was een achterneef van Jacob Westerbaen en schreef onder andere de klucht Hopman Ulrich (1661) en het treurspel Den Ondergang van Willem van Arkel (1662).